# Onthophagus moajat
Onthophagus moajat är en skalbaggsart som beskrevs av Huijbregts och Jan Krikken 2009. Onthophagus moajat ingår i släktet Onthophagus och familjen bladhorningar. Inga underarter finns listade i Catalogue of Life.